# Chloridolum laotium
Chloridolum laotium är en skalbaggsart som beskrevs av J. Linsley Gressitt och Yves Rondon 1970. Chloridolum laotium ingår i släktet Chloridolum och familjen långhorningar.
Artens utbredningsområde är Laos. Inga underarter finns listade i Catalogue of Life.